# Norra Ungern

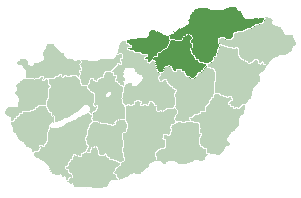
Norra Ungern

Norra Ungern (ungerska: Észak-Magyarország) är en statistisk region (NUTS 2) i nordöstra Ungern. Regionen har en area på 13 428 km² och ett invånarantal på 1 289 000 invånare. Regionhuvudstaden är Miskolc och regionen består av tre mindre provinser: Borsod-Abaúj-Zemplén, Heves och Nógrád.